# ローク
ローク（ROAK）は、スクウェア・エニックスのコンピュータゲーム『スターオーシャンシリーズ』に登場する架空の惑星。『スターオーシャン』及び『スターオーシャン1 First Departure』において物語の主要舞台となる。また、『スターオーシャン4』でも舞台の1つとして登場する。

## 概要
銀河系セクターθの中でも太陽系の近隣に位置する惑星である。多種多様な種族の知的生命が同時に発達しており、フェルプールを始めとしてその亜種であるハイランダーやレッサーフェルプール、他にもリカントロープやフェザーフォルクといった種族が存在している。宇宙暦346年時点においては機械文明はほとんど見当たらず（わずかにオルゴールなどの技術はあるようである）、エクスペルよりもさらに未発達な星といえる。

## 種族
フェルプール
ハイランダー
レッサーフェルプール
リカントロープ
フェザーフォルク
旧異種族 / ムーア人
ルーン

## 地理

### ムーア大陸
クラトス / クラート
クール / ホット
星の船落下地点
ポートミス
ヴェルカントの洞窟

### アストラル大陸
オタニム
タトローイ
アストラル
パージ神殿
トロップ

### シルヴァラント大陸
エクダート
イオニス
ヴァン・イ・イル
ドゥルス
シルヴァラント
古都

## 歴史
- 紀元前：隕石落下により、ムーア人がロークへ転移。
- 宇宙暦10年：地球人による第1期宇宙開拓隊 （SRF）の3号機カルナスが到達。
- 宇宙暦12年：未開惑星保護条約制定によりカルナス到着の事実は隠蔽。
- 宇宙暦26年前後：魔界大戦。
- 宇宙暦46年前後：アスモデウス討伐。
- 宇宙暦346年：惑星ファーゲットによる生物兵器攻撃。石化病の大流行。同年、石化病の収束。
- 宇宙暦446年：銀河連邦と友好条約締結。
- 宇宙暦450年：銀河連邦加入。

（西暦2087年＝宇宙暦元年）

## 出身者
SO1とSO4では姓が同一のキャラクターが存在し、何らかの関連性があることが窺える。

### SO1
- ラティクス・ファーレンス
- ミリー・キリート
- ドーン・マルトー
- シウス・ウォーレン
- アシュレイ・バーンベルト
- フィア・メル
- ヨシュア・ジェランド
- エリス・ジェランド
- ペリシー
- ティニーク・アルカナ

### SO4
- イレーネ・ファーレンス
- サラ・ジェランド
- ライアス・ウォーレン
- アシュレイ・バーンベルト
- メリクル・シャムロット